# Koji Kitao
Koji Kitao (双羽黒光司, Kitao Kōji) (né le 12 août 1963 à Tsu et mort le 10 février 2019 à Chiba) est un sumo, un catcheur et un pratiquant d'arts martiaux mixtes japonais. Il est sumotori au sein de l'écurie Tatsunami-beya (ja) de 1979 à 1988 et devient le 60e Yokozuna en juillet 1986. il prend le nom de Futahaguro Koji (双羽黒 光司, Sō Haguro Kōji) jusqu'à ce qu'il arrête sa carrière début 1988 sans avoir gagné de tournoi en tant que Yokozuna.
Il devient catcheur et se fait connaitre à la New Japan Pro Wrestling puis à Super World of Sports dont il se fait renvoyer après un combat face à l'ancien lutteur de sumo Earthquake qui tourne au shoot. Il retourne ensuite à la New Japan Pro Wrestling.
En 1996, il s'essaie aux arts martiaux mixtes et arrête l'année suivante avec un bilan d'une victoire pour deux défaites. En 2013, Kitao a été diagnostiqué avec une maladie rénale. Le 29 mars 2019, sa femme a annoncé que Kitao était décédé le 10 février d’une insuffisance rénale chronique à l’âge de 55 ans. Elle a déclaré lors d’une interview télévisée en juin 2019 que son mari souffrait également de diabète et qu’elle avait refusé l’avis du médecin de lui faire subir une double amputation des jambes.

## Jeunesse et carrière de sumo
Kitao commence à s'entraîner pour devenir sumotori alors qu'il a 11 ans. Il n'y a pas de club de sumo dans son collège mais il continue à s'entraîner ce qui lui donne alors une réputation de futur grand sumotori. Cela lui permet notamment d'être invité à des entraînements au Tatsunami-beya (ja), l'écurie de sumo qu'il soutient.
Kitao décide d'arrêter ses études après le collège pour devenir sumotori au sein de Tatsunami-beya. Il commence sa carrière en 1979 et se montre rapidement talentueux mais aussi paresseux. Kitao rechigne à s'entraîner et en mars 1982 il se blesse au dos au cours d'un tournoi et retourne chez ses parents au lieu d'aller dans les locaux de Tatsunami-beya, mais son père le renvoie dans son écurie de sumo.
Kitao débute en jūryō en 1984 ; il y remporte le titre en juillet et passe alors en division makuuchi. Il accède au rang d’ōzeki après le tournoi de novembre 1985, puis devient le 60e yokozuna après celui de juillet 1986. Il se retire en janvier 1988, sans avoir jamais gagné un tournoi en makuuchi.

## Carrière de catcheur
Koji Kitao s'entraîne pour devenir catcheur auprès de Lou Thesz et Mark Fleming. Il commence sa carrière aux États-Unis à l'American Wrestling Association en novembre 1989.
Il retourne au Japon lutter à la New Japan Pro Wrestling où il bat Bam Bam Bigelow le 10 février 1990 au cours de Super Fight in Tokyo Dome. Durant son passage, il manque de respect à Riki Chōshū qui est l'un des catcheurs vedette de cette fédération. La New Japan Pro Wrestling le renvoie à la suite de cela.
Fin 1990, Kitao rejoint Super World of Sports (SWS) où il fait souvent équipe avec Genichiro Tenryu. Tenryu qui est le catcheur vedette de cette fédération le prend sous son aile et ils remportent le 22 novembre 1990 un tournoi en éliminant Goro Tsurumi et Kendo Nagasaki puis Naoki Sano (en) et Shunji Takano (en) en finale . Le 7 décembre, il participe à un tournoi opposant les catcheurs de la SWS à ceux de la World Wrestling Federation (WWF). Kitao se hisse en finale en éliminant Greg Valentine avant d'échouer face à Tenryu.
Le partenariat entre la SWS et la WWF permet à Tenryu et Kitao de participer à WrestleMania VII le 24 mars 1991 où ils battent Demolition (Smash et Crush). Une semaine plus tard, la WWF vient au Japon pour une tournée à la SWS. Kitao y affronte à deux reprises Earthquake le 30 mars et le 1er avril,. Le 1er avril, les deux hommes se provoquent au milieu du ring puis Kitao décide de donner un coup de pied à l'arbitre qui le disqualifie. Après cet incident la SWS le renvoie.

## Carrière de pratiquant d'arts martiaux mixtes
Koji Kitao prévoit de faire son premier combat d'arts martiaux mixtes le 11 mai 1996 à UFC 9 - Motor City Madness. Cependant, il décide de faire ses débuts dans les arts martiaux mixtes à l'Universal Vale Tudo le 5 avril dans le match phare d'Universal Vale Tudo Fighting 1 où il affronte le brésilien Pedro Otavio. Il domine le combat et garde son adversaire au sol avant qu'Otavio ne renverse la situation et remporte le match par soumission après des coups de coude à l'arrière du crâne. Le 11 mai à UFC 9 - Motor City Madness, il affronte Mark Hall où l'arbitre décide d'arrêter le combat. Kitao se casse le nez alors qu'il domine le combat.
Il remporte finalement son premier combat le 11 octobre 1997 à PRIDE 1 en soumettant Nathan Jones avec un clé de bras. Il prend sa retraite un an plus tard, la Pride FC lui permet d'organiser une cérémonie de retraite au cours de PRIDE 4.

## Palmarès

### En arts martiaux mixtes
| 3 combats      | 1 victoires | 2 défaites |
| Par KO         | 0           | 1          |
| Par soumission | 1           | 1          |
| Sur décision   | 0           | 0          |

| Résultat | Record | Adversaire   | Méthode                         | Événement                              | Date            | Round | Temps | Lieu                           | Notes |
| -------- | ------ | ------------ | ------------------------------- | -------------------------------------- | --------------- | ----- | ----- | ------------------------------ | ----- |
| Victoire | 1-2    | Nathan Jones | Soumission (clé de bras)        | PRIDE 1                                | 11 octobre 1997 | 1     | 2:14  | Tokyo, Japon                   |       |
| Défaite  | 0-2    | Mark Hall    | KO technique (arrêt du médecin) | UFC 9 - Motor City Madness             | 17 mai 1996     | 1     | 0:40  | Détroit (Michigan), États-Unis |       |
| Défaite  | 0-1    | Pedro Otavio | Soumission (coups de coude)     | UVF 1 - Universal Vale Tudo Fighting 1 | 5 avril 1996    | 1     | 5:49  | Japon                          |       |

### En catch
- Super World of Sports
  - Tournoi le 22 novembre 1990 avec Genichiro Tenryu[7]
- Wrestle Association R (WAR)
  - 1 fois champion du monde par équipes de trois avec Nobukazu Hirai (en) et Masaaki Mochizuki[17]